# Willem Röell (1837-1915)
Willem baron Röell (Amsterdam, 11 mei 1837 – 's-Graveland, 14 mei 1915) was een Nederlands politicus uit een vooraanstaand regentengeslacht.
Röell was de oudste zoon van H.H. baron Röell. Zijn carrière ving aan als commies-redacteur van de afdeling Algemene Zaken van de gemeente Amsterdam. Vervolgens werd hij gekozen in de gemeenteraad en was hij gedurende acht jaar wethouder van financiën van die stad. Hij was ook vele jaren lid van Provinciale Staten en gedeputeerde van de provincie Noord-Holland. Röell eindigde zijn loopbaan als staatsraad in buitengewone dienst. Naast zijn politieke carrière vervulde hij tal van commissariaten en andere nevenfuncties.
Röell woonde op de Sperwershof in 's-Graveland.

## Titel
Willem Röell was baron vanaf het moment dat zijn vader overleed. In zijn tak van de familie Röell was Jhr Willem Frederik Röell in 1815 in de Nederlandse adel verheven. In 1819 werd dit gewijzigd naar inlijving en werd hem de titel van baron bij eerstgeborene gegeven. Andere zonen hebben het predicaat jonkheer.
- Biografisch Portaal: 11598695
- International Standard Name Identifier: 0000 0003 9624 7296
- Nederlandse Thesaurus van Auteursnamen: 07027455X
- Parlement.com: vg09lly5kvyy
- Virtual International Authority File: 291176189
- WorldCat: E39PBJwdgfYqfjmT6dbJxVjgrq